# احمت برمان
احمت برمان (ترکی استانبولی: Ahmet Berman; ۱ ژانویهٔ ۱۹۳۲ – ۱۷ دسامبر ۱۹۸۰) بازیکن فوتبال اهل ترکیه بود.
از باشگاه‌هایی که در آن بازی کرده‌است می‌توان به باشگاه فوتبال سیواس‌اسپور، باشگاه فوتبال گالاتاسرای، باشگاه فوتبال فاتح قره‌گمرک، و باشگاه فوتبال بشیکتاش اشاره کرد.
وی همچنین در تیم ملی فوتبال ترکیه بازی کرده‌است.